# Seskarö
Seskarö est un village suédois de la commune d’Haparanda. 
Sa population était de 378 habitants en 2019. 